# 苏珊·米勒
苏珊·米勒（德語：Susanne Müller，1972年5月12日—），德国前女子曲棍球运动员。她曾代表德国成年国家队参加1992年夏季奥林匹克运动会曲棍球比赛，获得一枚银牌。